# Un artiste du monde flottant
Un artiste du monde flottant (An Artist of the Floating World) est un roman de Kazuo Ishiguro publié en 1986 en langue anglaise et traduit en français en 1987. Ce livre a obtenu le prix Whitbread en 1986, l'auteur lui-même étant lauréat du prix Nobel de littérature en 2017.

## Résumé
Dans le Japon de l'après-guerre, Masugi Ono, vieux maître de l'art national, évoque le temps de sa jeunesse dans le « monde flottant », métaphore du quartier des plaisirs de la vie nocturne.

## Traduction en langue française
- Kazuo Ishiguro, Un artiste du monde flottant, traduit par Denis Authier, Paris, Presses de la Renaissance, 1987  (ISBN 2-85616-413-7) ; réédition, Paris, Gallimard, coll. « Folio » no 4862, 2009  (ISBN 9782070368143)

## Hommage
En 2014, le compositeur Karol Beffa lui a rendu hommage dans son deuxième concerto pour violon, A Floating World, créé par Akiko Suwanai.